# Román férfi kézilabda-bajnokság (első osztály)
A Liga Națională a legmagasabb osztályú román férfi kézilabda-bajnokság. A bajnokságot 1959 óta rendezik meg, de nagypályán már korábban is volt országos bajnokság. Jelenleg tizennégy csapat játszik a bajnokságban, a legeredményesebb klub a Steaua Bucureşti, a címvédő a Dinamo București.

## Nagypályás bajnokságok
| Év   | 1. hely                   | 2. hely                 | 3. hely                |
| ---- | ------------------------- | ----------------------- | ---------------------- |
| 1933 | HTV Sibiu                 | SC Muncitorul Lugoj     |                        |
| 1934 | HTV Sibiu                 | Viforul Dacia București |                        |
| 1935 | HTV Sibiu                 | SG Sighișoara           |                        |
| 1936 | HTV Sibiu                 | HTV Bistrița            |                        |
| 1937 | SG Sibiu                  | SG Bistrița             |                        |
| 1938 | SG Sibiu                  | SG Sighișoara           |                        |
| 1939 | SG Bistrița               | SG Sighișoara           | Arsenal Sibiu          |
| 1940 | –                         |                         |                        |
| 1941 | Viforul Dacia București   |                         |                        |
| 1942 | Liceul Ludwig Roth Mediaș | Selecționata București  | Selecționata Reșița    |
| 1943 | CSM Mediaș                | Viforul Dacia București |                        |
| 1944 | –                         |                         |                        |
| 1945 | –                         |                         |                        |
| 1946 | Victoria Sighișoara       | Karres Mediaș           |                        |
| 1947 | Karres Mediaș             | CFR Sighișoara          |                        |
| 1948 | Arsenal Sibiu             | 11 Iunie Ploiești       | Politehnica Timișoara  |
| 1949 | Derubau Sibiu             | CFR Sighișoara          | CSU Timișoara          |
| 1950 | CCA București             | Metalul Sibiu           | Știința Timișoara      |
| 1951 | CCA București             | Dinamo Brașov           | Metalul Sibiu          |
| 1952 | CCA București             | Dinamo Brașov           | CSA Sibiu              |
| 1953 | Dinamo Brașov             | CCA București           | Dinamo București       |
| 1954 | CCA București             | Dinamo Brașov           | Flamura Roșie Jimbolia |
| 1955 | CCA București             | Dinamo Brașov           | Voința Sibiu           |
| 1956 | Știința Timișoara         | CCA București           | Dinamo Brașov          |
| 1957 | CCA București             | Dinamo Brașov           | Voința Sibiu           |
| 1958 | Dinamo Brașov             | CCA București           | Voința Sibiu           |
| 1959 | Dinamo București          | CSMR Reșița             | CCA București          |
| 1960 | Chimia Făgăraș            | Dinamo București        | CCA București          |
| 1961 | CCA București             | Chimia Făgăraș          | Voința Sibiu           |
| 1962 | Chimia Făgăraș            | CSMR Reșița             | Textila Cisnădie       |
| 1963 | Dinamo București          | Steaua București        | Chimia Făgăraș         |

## Kispályás bajnokságok
| Év   | 1. hely                                           | 2. hely                                           | 3. hely                                           |
| ---- | ------------------------------------------------- | ------------------------------------------------- | ------------------------------------------------- |
| 1959 | Dinamo București                                  | Rapid București                                   | Știința Timişoara                                 |
| 1960 | Dinamo București                                  | Rapid București                                   | CCA București                                     |
| 1961 | Dinamo București                                  | Știința Timișoara                                 | Tehnometal Timișoara                              |
| 1962 | Dinamo București                                  | CCA București                                     | Tehnometal Timișoara                              |
| 1963 | Steaua București                                  | Dinamo București                                  | Dinamo Brașov                                     |
| 1964 | Dinamo București                                  | Steaua București                                  | Dinamo Brașov                                     |
| 1965 | Dinamo București                                  | Steaua București                                  | Dinamo Brașov                                     |
| 1966 | Dinamo București                                  | Steaua București                                  | Universitatea București                           |
| 1967 | Steaua București                                  | Dinamo București                                  | Politehnica Timișoara                             |
| 1968 | Steaua București                                  | Dinamo București                                  | Dinamo Bacău                                      |
| 1969 | Steaua București                                  | Dinamo București                                  | Universitatea Cluj                                |
| 1970 | Steaua București                                  | Dinamo București                                  | Universitatea Cluj                                |
| 1971 | Steaua București                                  | Dinamo București                                  | Universitatea București                           |
| 1972 | Steaua București                                  | Dinamo București                                  | Universitatea București                           |
| 1973 | Steaua București                                  | Universitatea București                           | Dinamo București                                  |
| 1974 | Steaua București                                  | Dinamo București                                  | Minaur Baia Mare                                  |
| 1975 | Steaua București                                  | Dinamo București                                  | Minaur Baia Mare                                  |
| 1976 | Steaua București                                  | Dinamo București                                  | Minaur Baia Mare                                  |
| 1977 | Steaua București                                  | Dinamo București                                  | Dinamo Ploiești                                   |
| 1978 | Dinamo București                                  | Steaua București                                  | Minaur Baia Mare                                  |
| 1979 | Steaua București                                  | Politehnica Timișoara                             | Dinamo București                                  |
| 1980 | Steaua București                                  | Minaur Baia Mare                                  | Știința Bacău                                     |
| 1981 | Steaua București                                  | Minaur Baia Mare                                  | Dinamo București                                  |
| 1982 | Steaua București                                  | Dinamo București                                  | Minaur Baia Mare                                  |
| 1983 | Steaua București                                  | Dinamo București                                  | Minaur Baia Mare                                  |
| 1984 | Steaua București                                  | Dinamo București                                  | Minaur Baia Mare                                  |
| 1985 | Steaua București                                  | Minaur Baia Mare                                  | Politehnica Timișoara                             |
| 1986 | Dinamo București                                  | Steaua București                                  | Politehnica Timișoara                             |
| 1987 | Steaua București                                  | Politehnica Timișoara                             | Minaur Baia Mare                                  |
| 1988 | Steaua București                                  | Dinamo București                                  | Minaur Baia Mare                                  |
| 1989 | Steaua București                                  | Dinamo București                                  | Minaur Baia Mare                                  |
| 1990 | Steaua București                                  | Dinamo București                                  | Minaur Baia Mare                                  |
| 1991 | Politehnica Timișoara                             | Dinamo București                                  | Universitatea Craiova                             |
| 1992 | Universitatea Craiova                             | Minaur Baia Mare                                  | Steaua București                                  |
| 1993 | Universitatea Craiova                             | Minaur Baia Mare                                  | Steaua București                                  |
| 1994 | Steaua București                                  | Minaur Baia Mare                                  | Universitatea Craiova                             |
| 1995 | Dinamo București                                  | Minaur Baia Mare                                  | Universitatea Craiova                             |
| 1996 | Steaua București                                  | Fibrex Piatra Neamț                               | Minaur Baia Mare                                  |
| 1997 | Dinamo București                                  | Steaua București                                  | Minaur Baia Mare                                  |
| 1998 | Minaur Baia Mare                                  | Fibrex Săvinești                                  | Steaua București                                  |
| 1999 | Minaur Baia Mare                                  | Steaua București                                  | Fibrex Săvinești                                  |
| 2000 | Steaua București                                  | Fibrex Săvinești                                  | Universitatea Cluj                                |
| 2001 | Steaua București                                  | Fibrex Săvinești                                  | Dinamo București                                  |
| 2002 | Fibrex Săvinești                                  | Dinamo București                                  | HCM Constanța                                     |
| 2003 | Fibrex Săvinești                                  | Dinamo București                                  | Minaur Baia Mare                                  |
| 2004 | HCM Constanța                                     | Dinamo București                                  | Minaur Baia Mare                                  |
| 2005 | Dinamo București                                  | HCM Constanța                                     | Minaur Baia Mare                                  |
| 2006 | HCM Constanța                                     | Dinamo București                                  | Steaua București                                  |
| 2007 | HCM Constanța                                     | Steaua București                                  | Dinamo București                                  |
| 2008 | Steaua București                                  | HCM Constanța                                     | UCM Reșița                                        |
| 2009 | HCM Constanța                                     | UCM Reșița                                        | Dinamo București                                  |
| 2010 | HCM Constanța                                     | UCM Reșița                                        | Pandurii Târgu Jiu                                |
| 2011 | HCM Constanța                                     | HC Odorheiu Secuiesc                              | Bucovina Suceava                                  |
| 2012 | HCM Constanța                                     | Știința Bacău                                     | HC Odorheiu Secuiesc                              |
| 2013 | HCM Constanța                                     | Știința Bacău                                     | HC Odorheiu Secuiesc                              |
| 2014 | HCM Constanța                                     | Știința Bacău                                     | ASC Potaissa Turda                                |
| 2015 | Minaur Baia Mare                                  | CSM București                                     | Dinamo București                                  |
| 2016 | Dinamo București                                  | CSM București                                     | Politehnica Timișoara                             |
| 2017 | Dinamo București                                  | CSM București                                     | AHC Potaissa Turda                                |
| 2018 | Dinamo București                                  | Steaua București                                  | AHC Potaissa Turda                                |
| 2019 | Dinamo București                                  | AHC Dobrogea Sud                                  | AHC Potaissa Turda                                |
| 2020 | A koronavírus-járvány miatt nem avattak bajnokot. | A koronavírus-járvány miatt nem avattak bajnokot. | A koronavírus-járvány miatt nem avattak bajnokot. |
| 2021 | Dinamo București                                  | AHC Potaissa Turda                                | AHC Dobrogea Sud                                  |
| 2022 | Dinamo București                                  | Minaur Baia Mare                                  | AHC Dobrogea Sud                                  |
| 2023 | Dinamo București                                  | Minaur Baia Mare                                  | CSM Constanța                                     |
| 2024 | Dinamo București                                  | CSM Constanța                                     | Minaur Baia Mare                                  |
| 2025 | Dinamo București                                  | AHC Potaissa Turda                                | HC Buzău                                          |

## Lásd még
- Román női kézilabda-bajnokság (első osztály)